# Catherine Oxenberg
Catherine Oxenberg (ur. 22 września 1961 w Nowym Jorku) – amerykańska aktorka telewizyjna i filmowa.

## Życiorys

### Młodość
Urodziła się w Nowym Jorku jako najstarsze dziecko Howarda Oxenberga (1919–2010), żydowskiego producenta sukien, multimilionera z Chicago i Elżbiety Karadziordziewić (ur. 1936), księżniczki serbskiej, wnuczki greckiej księżniczki Olgi i byłego regenta Jugosławii Pawła Karadziordziewicia, jest więc przez matkę spokrewniona z dynastiami panującym Europy. Wychowywała się z młodszą siostrą, powieściopisarką Christiną Oxenberg (ur. 1962) i młodszym przyrodnim bratem Nicholasem Balfourem (ur. 1970). Dorastała w Londynie. W 1979, po ukończeniu szkoły średniej St. Paul’s School w Concord, w stanie New Hampshire, studiowała na Uniwersytecie Harvarda w Cambridge (Massachusetts).

### Kariera
Podczas studiów, dzięki nieprzeciętnej urodzie rozpoczęła karierę modelki, a jej twarz zdobiła okładki takich magazynów jak „Vogue”, „Cosmopolitan”, „Glamour” i „Interviev”. Studiowała psychologię, filozofię i mitologię na Uniwersytecie Columbia, zanim otrzymała pierwszą rolę aktorską Księżnej Diany w dramacie telewizyjnym CBS Królewski romans Karola i Diany (The Royal Romance of Charles and Diana, 1982).
Początkiem międzynarodowej kariery na małym ekranie była rola w operze mydlanej ABC Dynastia (Dynasty, 1984-86), w której wcieliła się w postać Amandy Bedford Carrington, młodszej córki Alexis Colby i przedstawiciela korporacji naftowej w Kolorado, kobiety ciekawej świata i ludzi, różniącej się od nich nieco bardziej romantycznym podejściem do życia. Za tę rolę odebrała w 1985 nagrodę Soap Opera Digest w dwóch kategoriach: dla wyróżniającej się aktorki drugoplanowej w serialu i wyróżniającej się nowej aktorki w serialu. W magazynie „Harper’s Bazaar” z 1985 znalazła się na liście Dziesięciu najpiękniejszych kobiet w Ameryce. W 1986 odebrała niemiecką nagrodę Bambi. Jednak jej wizerunek księżniczki wciąż był wykorzystywany: w filmie telewizyjnym remake’u z 1953 Rzymskie wakacje (Roman Holiday, 1987), gdzie zagrała księżniczkę Elysę oraz biograficznym dramacie telewizyjnym ABC Karol i Diana (Charles and Diana: Unhappily Ever After, 1992) w jako Księżna Diana. Zupełnie odmienna rola pełnej wigoru Ashley Hunter-Coddington w serialu sensacyjno-przygodowym Brygada Acapulco (Acapulco H.E.A.T., 1993-1994) zapewniła jej pozycję liczącej się aktorki telewizyjnej. Za rolę matki ośmioletniego Craiga, u którego wykryto nowotwór mózgu w dramacie telewizyjnym Poczta serc (The Miracle of the Cards, 2001) została uhonorowana nagrodą Grace MovieGuide w Los Angeles.

## Życie prywatne
W 1989 spotykała się z senatorem USA Johnem Kerry. Ma córkę Indię Riven Oxenberg (ur. 7 czerwca 1991). 12 lipca 1998 wyszła za mąż za producenta filmowego Roberta Evansa, z którym się rozwiodła 21 lipca 1998. 8 maja 1999 poślubiła aktora Caspera Van Diena, z którym ma dwie córki: Mayę (ur. 20 września 2001 w Los Angeles) i Celeste (ur. 3 października 2003). Rozwiodła się we wrześniu 2015, po 16 latach małżeństwa.

## Filmografia

### Filmy
- 1988: Kryjówka Białego Węża (The Lair of the White Worm) jako Eve Trent
- 1999: Kod Omega (The Omega Code) jako Cassandra Barashe

### Filmy TV
- 1982: Królewski romans Karola i Diany (The Royal Romance of Charles and Diana) jako Lady Diana Spencer
- 1984: Niebezpieczne ujęcia (Cover Up) jako Michelle Lloyd
- 1987: Rzymskie wakacje (Roman Holiday) jako księżniczka Elysa
- 1987: Zawsze szalony jak lis (Still Crazy Like a Fox) jako Nancy
- 1989: Detektyw w raju (Trenchcoat in Paradise) jako Lisa Duncan
- 1989: Bikini (Swimsuit) jako Jade Greene
- 1990: Obnażona (Overexposed) jako Kristin
- 1990: Bony jako Angela Hemmings
- 1990: Pierścień Skorpiona (Ring of Scorpio) jako Fiona Matthews McDonald
- 1991: K-9000 jako Aja Turner
- 1992: Reakcja ciała (Sexual Response) jako Kate
- 1992: Karol i Diana (Charles and Diana: Unhappily Ever After) jako Księżna Diana
- 1993: Zdradliwy dotyk (Rubdown) jako Jordy
- 1994: Niebezpieczne piękno (Treacherous Beauties) jako Simone Hollister
- 1997: Chłopcy będą chłopcami (Boys Will Be Boys) jako Patsy 'Boom-Boom' Parker
- 1998: Śmiertelna gra (Catch Me If You Can) jako sierżant Tina Walcott
- 1999: Łowcy wrażeń (The Time Shifters) jako Rzecznik Poszukających Dreszcz
- 1999: Maksymalny wyrok (Time Served) jako Sarah McKinney
- 1999: Windykatorzy (The Collectors) jako detektyw Bailey
- 1999: Niezwykła przygoda króla Artura (Arthur's Quest) jako Morgana
- 2000: Niebezpieczna gra (Perilous) jako Sasha
- 2000: Piątkowa nocna randka (A Friday Night Date) jako Kobieta Służby Lasu
- 2000: Mordercza obsesja (Sanctimony) jako Susan Renart
- 2001: Poczta serc (The Miracle of the Cards) jako Marion Shergold
- 2001: Latający Holender (The Flying Dutchman) jako Lacy Anderson
- 2002: Zabójczy plik (The Vector File) jako Margaret
- 2004: Przeczucie zbrodni (Premonition) jako Kate Barnes

### Seriale TV
- 1984: Statek miłości (The Love Boat)
- 1984: Niebezpieczne ujęcia (Cover Up) jako Michelle Lloyd
- 1984-86: Dynastia (Dynasty) jako Amanda Bedford Carrington
- 1986: Saturday Night Live
- 1991: Primero izquierda
- 1993-94: Brygada Acapulco (Acapulco H.E.A.T.) jako Ashley Hunter-Coddington
- 1995-96: Pomoc domowa (The Nanny) jako Sydney Mercer
- 2000: Słoneczny patrol (Baywatch) jako Erika
- 2005: Po dyżurze (Out of Practice) jako Claudia Penchant
- 2006-2007: Zaopiekuj się mną (Watch Over Me) jako Leandra Thames

### Gry komputerowe
- 2005: Żołnierze Kosmosu (Starship Troopers) – pilot